# Kathinka von Deichmann
Kathinka von Deichmann, née le 16 mai 1994 à Vaduz, est une joueuse de tennis liechtensteinoise, professionnelle depuis 2012.
En 2018, lors de l'US Open, elle devient la première joueuse du Liechtenstein à intégrer, en simple, le tableau final d'un tournoi du Grand Chelem.
Elle compte 19 titres sur le circuit ITF, 15 en simple et 4 en double.

## Carrière

### 2009 - 2012. Les débuts
Elle fait sa première apparition en Fed Cup en 2009 et permet à son pays d’être promu dans le Groupe II Europe/Afrique.
En 2010, elle joue chez les juniors avec comme résultat deux finales en Malaisie et une victoire à Manille. En 2011, elle réalise un doublé en Turquie et remporte un tournoi au Caire. Elle est aussi demi-finaliste à Osaka. La même année, Kathinka von Deichmann perd la finale des Jeux des petits États d'Europe face à sa compatriote Stephanie Vogt, mais s'impose en double avec celle-ci.
En 2012, elle est finaliste en double au championnat d'Europe junior à Klosters en Suisse avec Katy Dunne. En simple, elle est demi-finaliste au championnat du Canada et passe deux tours à l'US Open, ce qui lui permet d'atteindre le 30e rang mondial.
Sur le circuit ITF, elle s'offre sa première finale à Kalamata en Grèce. En novembre, elle remporte le tournoi de Coimbra au Portugal face à Aliona Bolsova.

### 2013. Une année d'apprentissage
En février, elle s'incline en demi-finale du tournoi de Kreuzlingen, puis en finale à Frauenfeld contre Kateřina Siniaková. Elle remporte à cette occasion son premier titre en double avec la Suissesse Nina Stadler.
En avril, elle s'incline en demi-finale du tournoi grec d'Héraklion face à la Néerlandaise Michaëlla Krajicek. Puis elle s'engage dans le tournoi de Chiasso, doté de 25 000 $ ; issue des qualifications, elle s'incline au deuxième tour. En octobre, elle prend part aux qualifications de son premier tournoi doté de 50 000 $, à Joué-lès-Tours où elle perd au dernier tour face à la Croate Ana Konjuh.
Lors des Jeux des petits États d'Europe au Luxembourg, elle remporte deux médailles, l'or en double dames avec Stephanie Vogt et l'argent en simple face à Vogt.

### 2014. La confirmation
En janvier, Kathinka von Deichmann remporte le premier tournoi de la saison à Stuttgart. En mai, elle se hisse en demi-finale du tournoi de Tunis dotée de 25 000 $, où elle s'incline face à la future gagnante du tournoi, la Tunisienne Ons Jabeur. Elle reçoit une wild card pour jouer l'Open de Nuremberg en double avec l'Autrichienne Yvonne Meusburger. Elles s'inclinent au premier tour (6-3, 6-4). En octobre, elle remporte deux tournois consécutifs en simple à Antalya.

### 2015. Année de transition
En février, elle se hisse en demi-finale du tournoi de Mâcon doté de 10 000 $ avec comme partenaire l'Allemande Nina Zander.
En mars, elle part en Tunisie pour trois tournois ITF à El Kantaoui dotés de 10 000 $. Elle s'incline en finale du double lors du premier tournoi avec comme partenaire l'Irlandaise Jennifer Claffey. Lors du second tournoi, elle remporte le simple contre la Biélorusse Sadafmoh Tolibova. Puis pour son troisième tournoi, elle remporte le double avec l'Irlandaise Jennifer Claffey.
En juin, elle s'incline en quart de finale du tournoi de Prerov doté de 15 000 $ contre la Russe Ekaterina Alexandrova sur le score de 6-4 7-6.
En juillet, elle se hisse jusqu'en demi-finale du tournoi allemand d'Aschaffenburg doté de 25 000 $.
En octobre, elle repart en Tunisie pour deux tournois ITF à El Kantaoui dotés de 10 000 $. Elle s'incline en finale face à la Belge Magali Kempen sur le score de 5-7, 6-3, 6-2. La semaine d'après, elle remporte le tournoi en battant la Russe Yana Sizikova sur le score de 7-5, 5-7, 6-2.

### 2016. Première victoire sur le circuit WTA
En février, elle perd en quart de finale lors du tournoi ITF de Glasgow doté de 10 000 $. Elle s'impose à celui de Sunderland doté de 10 000 $ face à la française Manon Arcangioli sur le score de 6-3, 7-6.
En mars, elle s'impose au tournoi de Gonesse doté de 10 000 $ face à l'espagnole Olga Saez Larra sur le score de 6-3, 3-6, 6-4. Elle prend la direction du Havre pour disputer le tournoi ITF doté de 10 000 $ où elle s'inclinera en demi-finale face à la Belge Sofie Oyen 5-7, 6-1, 6-4.
En mai, elle joue le tournoi de Bol en Croatie doté de 10 000 $. Associée à la Suissesse Daniela Vukovic, elle perd en demi-finale. En simple, elle s'incline en finale face à Gabriela Pantuckova 7-5, 7-5.
En juin, elle perd en quart de finale lors du tournoi ITF de Helsingborg doté de 25,000 $ face à la chilienne Daniela Seguel.
En juillet, elle joue le tournoi WTA de Gstaad doté de 226 750 $. Elle remporte son premier match sur le circuit WTA dans le tableau des qualifications face à la belge Elise Mertens (alors classée 137) 7-5, 6-3. Elle s'inclinera au deuxième tour face à la tunisienne Ons Jabeur (alors classée 182) sans démériter 6-4, 6-7, 6-3.
Toujours en juillet, elle remporte le tournoi ITF de Bad Waltersdorf doté de 10 000 $ face à Gabriela Pantuckova 7-5, 6-4 prenant ainsi sa revanche sur une joueuse qui l'avait battue un mois plus tôt à Bol.
En septembre, elle part en Bulgarie et elle se hisse en quart de finale du tournoi ITF de Sofia doté de 25 000 $. La semaine d'après, elle remporte le tournoi de Dobritch doté de 25 000 $ en battant en finale la tête de série une, la Bulgare Isabella Shinikova sur le score de 6-0, 6-3. Toujours à Dobritch, elle perd en demi finale en double.
En octobre, elle remporte le tournoi ITF en double de Santa Margherita Di Pula en Italie doté de 25 000 $ avec comme partenaire l'italienne Camilla Rosatello sur le score de 6-1, 3-6, 10-6.
Elle prend la direction de Luxembourg, tournoi WTA doté de 226 750 $. Elle gagne son premier tour des qualifications face à l'Allemande Antonia Lottner sur le score de 0-6,6-2,6-3. Elle s'incline au second tour face à l'Américaine Lauren Davis 85e joueuse mondiale sur le score de 6-3, 6-3.
En novembre, elle se hisse en demi-finale du tournoi ITF Zawada en Pologne doté de 25 000 $.

### 2017. Première participation en qualification d'un Grand Chelem
En janvier, elle se hisse en quart de finale du tournoi ITF de Grenoble en France doté de 25 000 $.
En février, elle se hisse en quart de finale du tournoi ITF de Surprise aux États-Unis doté de 25 000 $. Elle se hisse en demi-finale du tournoi ITF de Curitiba au Brésil doté de 25 000 $.
En avril, elle perd en finale du tournoi de Santa Margherita Di Pula en Italie doté de 25 000 $. Elle s'incline contre la Croate Petra Martić sur le score de 6-4,7-5. La semaine suivante, elle atteint également la finale du tournoi de Chiasso en Suisse doté de 25 000 $. Elle s'incline contre la Suissesse Jil Teichmann sur le score de 6-3, 2-6, 3-6. La semaine suivante, elle se hisse en quart de finale du tournoi de Tunis en Tunisie doté de 60 000 $.
En mai, elle reste sur cette dynamique en remportant le tournoi de Wiesbaden en Allemagne doté de 25 000 $, puis s'incline en finale du tournoi de Bastad en Suède doté de 25 000 $.
En juin, elle se hisse en quart de finale du tournoi ITF d'Essen en Allemagne doté de 25 000 $, face à l'Estonienne Kaia Kanepi sur le score de 6-2, 6-2.
Son classement lui permet de participer aux tournois WTA sur herbe doté de 226 750 $ à Bois-le-Duc aux Pays-Bas et à Majorque en Espagne. Elle s'incline au premier tour des qualifications face à Cornelia Lister sur le score de 6-4, 6-4 et face à Sara Errani sur le score de 6-3, 6-3.
En juillet, pour la première fois de sa carrière, elle prend part aux qualifications d'un tournoi du Grand Chelem à Wimbledon. Elle passe le premier tour des qualifications en battant la Bulgare Isabelle Shinikova sur le score de 6-3, 6-1. Elle s'incline au second tour face à la Colombienne Mariana Duque Mariño sur le score de 3-6, 6-0, 6-2.
Elle prend part au tournoi WTA de Gstaad en Suisse doté de 226 750 $ où elle s'incline au premier tour des qualifications face à l'Allemande Anna Zaja sur le score de 5-7, 6-0, 6-2.
En août, elle atteint les quarts de finale du tournoi ITF de Bagnatica en Italie doté de 25 000 $. Elle prend la direction de l'US Open où elle s'incline au premier tour des qualifications face à la Colombienne Mariana Duque Mariño sur le score de 7-6, 4-6, 6-4.
En septembre et octobre, elle enchaîne les tournois ITF de Santa Margherita Di Pula en Italie doté de 25 000 $, avec deux demi-finales et un quart.
En novembre, elle s'incline en demi-finale des tournois ITF de Shrewsbury en Grande-Bretagne et de Zawada Opole en Pologne doté de 25 000 $.

### 2018. Première participation au tableau final d'un Grand Chelem
En janvier, elle s'incline au premier tour des qualifications de l'Open d'Australie face à l'anglaise Naomi Broady sur le score de 7-6, 5-7, 6-3.
En février, elle s'incline en demi finale du tournoi ITF de Loughborough en Angleterre doté de 25 000 $.
En mars, elle s'incline en quart de finale du tournoi ITF de Santa Margherita Di Pula en Italie doté de 25 000 $ face à la suissesse Patty Schnyder sur le score de 6-4, 6-2.
En avril, elle passe les qualifications du tournoi WTA de Lugano en Suisse doté de 250 000 $ en battant Roberta Vinci et Magdalena Fręch. Elle se qualifie pour la première fois dans un tableau finale d'un tournoir WTA. Elle profite de l'abandon de Laura Siegemund pour signer sa première victoire mais s'inclinera au second tour contre Tamara Korpatsch sur le score de 7-6, 6-4.
Continuant sur ne bonne dynamique, elle remporte et conserve son titre au tournoi ITF de Wiesbaden en Allemagne doté de 25 000 $ en battant Katarina Zavatska sur le score de 6-3, 6-2.
En mai, elle remporte le tournoi sur la terre espagnole de La Bisbal d'Empordà tournoi ITF doté de 25 000 $ en battant en finale l'Espagnole Sara Sorribes Tormo sur le score de 6-3,3-6,6-3. Puis elle participe pour la première fois aux qualifications de Roland-Garros. Elle bat au premier tour l'Australienne Olivia Rogowska sur le score de 5-7, 7-6, 6-3 mais s'incline au deuxième tour face à la slovène Dalila Jakupović sur le score de 6-7, 7-6, 6-3.
En juin, elle joue le tournoi de ITF de Brescia en Italie doté de 60 000 $. Elle s'incline en quart face à l'Italienne Anastasia Grymalska (en). Ensuite, elle perd au premier tour des qualifications du tournoi WTA sur herbe de Mallorca en Espagne doté de 226 750 $ face à la Suédoise Johanna Larsson sur le score de 6-3, 6-4.
En juillet, elle participe aux qualifications de Wimbledon. Elle bat au premier tour la chinoise Jia Jing Lu sur le score de 6-4, 6-2, mais s'incline au deuxième tour face à la slovène Tamara Zidanšek sur le score de 7-5, 5-7, 6-2. Elle enchaine avec le tournoi de ITF de Versmold en Allemagne doté de 60 000 $ où elle s'incline en quart face à la Serbe Olga Danilović en deux sets: 6-2, 7-5. Elle prend part au tournoi suisse de la WTA à Gstaad doté de 226 750 $ où elle passera les tours de qualifications en battant la lettone Diana Marcinkevica 6-4,6-3 et la joueuse sud-africaine Zoe Kruger 6-1,6-1. Elle s'incline au premier tour face la Suissesse Patty Schnyder en trois sets 4-6, 6-2, 6-3.
En août, elle devient la premiere joueuse du Liechtenstein à atteindre le tableau final d'un Grand Chelem en simple. Elle pasa les trois tours de qualifications en battant l'Australienne Priscilla Hon 6-0,6-3 puis l'américaine Gail Brodsky 6-2, 6-4 et enfin l'italienne Martina Trevisan sur le score de 6-4, 6-3. Elle s'incline au premier tour sur abandon contre l'Ukrainienne Anhelina Kalinina 1-6, 7-6, 5-2.
En septembre, elle prend part au tournoi de ITF de Saint-Malo en France doté de 60 000 $. Elle s'incline en quart face à l'Ukrainienne Katarina Zavatska sur le score de 7-6, 2-6, 6-4.

### 2019
En janvier, elle est éliminée au premier tour des qualifications de l'Open d'Australie par l'australienne Kaylah McPhee sur le score de 6-3,6-4.
De février à mars elle est éloignée des cours à cause d'une blessure et accumule des contre-performances.
En avril, elle s'incline en quart au tournoi ITF italien de Santa Margherita Di Pula face à la suissesse Jil Teichmann sur un score sec de 6-1,6-0. Elle prend part aux qualifications du tournoi WTA de Lugano doté de 250 000 $ où elle s'incline au premier tour face à l'italienne Giulia Gatto-Monticone en deux sets 6-4, 6-4. Elle retourne sur le circuit ITF où elle atteint la demi finale à Santa Margherita Di Pula puis un quart sur la terre battue suisse de Chiasso.
En mai, elle s'incline en finale du double lors du tournoi allemand de Wiesbaden doté de 60 000 $. Elle prend part aux qualifications des Internationaux de France de tennis de Roland Garros où elle s'incline au second tour contre la russe Sofya Zhuk sur le score 6-3, 3-6, 4-6 alors qu'elle bat Lesley Kerkhove en trois sets 3-6, 6-4, 6-0 au premier tour.

### 2023
En février 2023, elle évolue toujours sur le circuit en étant notamment classée 293ème au classement WTA. 

### 2024. Première finale en WTA 125
A développer

## Palmarès

### Finale en simple en WTA 125
| No | Date       | Nom et lieu du tournoi             | Catégorie | Dotation  | Surface      | Finaliste      | Score         |          |
| -- | ---------- | ---------------------------------- | --------- | --------- | ------------ | -------------- | ------------- | -------- |
| 1  | 09-09-2024 | Tiriac Foundation Trophy, Bucarest | WTA 125   | 115 000 $ | Terre (ext.) | Miriam Bulgaru | 6-3, 1-6, 6-4 | Parcours |

## Palmarès ITF
Sur le circuit ITF, Kathinka von Deichmann s'est adjugé 15 victoires en simple et 4 victoires en double.

### Titres en simple
| Date     | Nom et lieu du tournoi          | Cat. | ($)        | Surf. | Vainqueur            | Score         |
| -------- | ------------------------------- | ---- | ---------- | ----- | -------------------- | ------------- |
| 08/05/22 | Koper (Slovénie)                | ITF  | 60 000     | Terre | Andrea Lazaro Garcia | 3-6, 6-3, 6-2 |
| 27/10/19 | Nanning (Chine)                 | ITF  | 25 000 + H | Dur   | Anastasia Gasanova   | 4-6, 7-6, 7-5 |
| 20/05/18 | La Bisbal d'Empordà (Espagne)   | ITF  | 25 000 + H | Terre | Sara Sorribes Tormo  | 6-3, 3-6, 6-3 |
| 29/04/18 | Wiesbaden (Allemagne)           | ITF  | 25 000     | Terre | Katarina Zavatska    | 6-3, 6-2      |
| 07/05/17 | Wiesbaden (Allemagne)           | ITF  | 25 000     | Terre | Petra Martić         | 4-6, 6-4, 7-6 |
| 18/09/16 | Dobritch (Bulgarie)             | ITF  | 25 000     | Terre | Isabella Shinikova   | 6-0, 6-3      |
| 18/07/16 | Bad Waltersdorf (Autriche)      | ITF  | 10 000     | Terre | Gabriela Pantuckova  | 7-5, 6-4      |
| 20/03/16 | Gonesse (France)                | ITF  | 10 000     | Terre | Olga Saez Larra      | 6-3, 6-3, 6-3 |
| 14/02/16 | Sunderland (Angleterre)         | ITF  | 10 000     | Dur   | Manon Arcangioli     | 6-3, 7-6      |
| 02/11/15 | El Kantaoui (Tunisie)           | ITF  | 10 000     | Dur   | Yana Sizikova        | 7-5, 5-7, 6-2 |
| 19/04/15 | El-Kantaoui (Tunisie)           | ITF  | 10 000     | Dur   | Sadafmoh Tolibova    | 6-3, 6-4,     |
| 19/10/14 | Antalya (Turquie)               | ITF  | 10 000     | Dur   | Daiana Negreanu      | 4-6, 7-6, 6-4 |
| 12/10/14 | Antalya (Turquie)               | ITF  | 10 000     | Dur   | Kateřina Kramperová  | 6-2, 6-7, 6-4 |
| 19/01/14 | Stuttgart-Stammheim (Allemagne) | ITF  | 10 000     | Dur   | Julia Terziyska      | 6-4, 6-4,     |
| 03/11/12 | Coimbra (Portugal)              | ITF  | 10 000     | Dur   | Aliona Bolsova       | 6-1, 6-2,     |

### Finales de simple perdues
| Date       | Nom et lieu du tournoi            | Cat. | ($)    | Surf.    | Vainqueur                  | Score         |
| ---------- | --------------------------------- | ---- | ------ | -------- | -------------------------- | ------------- |
| 26/05/2024 | Grado (Italie)                    | ITF  | 25 000 | Terre    | Francesca Jones            | 6-1, 7-5      |
| 07/05/2023 | Santa Margherita Di Pula (Italie) | ITF  | 25 000 | Terre    | Valentini Grammatikopoulou | 6-4, 6-1      |
| 07/11/2020 | Ortisei (Italie)                  | ITF  | 15 000 | Dur      | Federica Di Sarra          | 6-3, 6-3      |
| 20/05/2017 | Bastad (Suède)                    | ITF  | 25 000 | Terre    | Irina Maria Bara           | 6-7, 6-4, 2-6 |
| 23/04/2017 | Chiasso (Suisse)                  | ITF  | 25 000 | Terre    | Jil Teichmann              | 6-2, 3-6, 2-6 |
| 09/04/2017 | Santa Margherita Di Pula (Italie) | ITF  | 25 000 | Terre    | Petra Martić               | 6-4, 7-5      |
| 15/05/2016 | Bol (Croatie)                     | ITF  | 10 000 | Terre    | Gabriela Pantuckova        | 6-4, 7-5      |
| 07/12/2015 | Ortisei (Italie)                  | ITF  | 10 000 | Dur      | Georgia Brescia            | 6-4, 4-6, 6-3 |
| 25/10/2015 | El Kantaoui (Tunisie)             | ITF  | 10 000 | Dur      | Magali Kempen              | 5-7, 6-3, 6-2 |
| 30/03/2014 | Héraklion (Grèce)                 | ITF  | 10 000 | Dur      | Anna Zaja                  | 6-4, 6-1      |
| 10/03/2013 | Frauenfeld (Suisse)               | ITF  | 10 000 | Moquette | Kateřina Siniaková         | 6-3, 4-6, 6-4 |
| 07/10/2012 | Kalamata (Grèce)                  | ITF  | 10 000 | Dur      | Laura Michel               | 7-6, 0-6, 6-0 |

### Titres en double
| Date     | Nom et lieu du tournoi            | Cat. | ($)    | Surf.    | Partenaire        | Finalistes                          | Score        |
| -------- | --------------------------------- | ---- | ------ | -------- | ----------------- | ----------------------------------- | ------------ |
| 14/10/16 | Santa Margherita Di Pula (Italie) | ITF  | 25 000 | Terre    | Camilla Rosatello | Vivien Juhaszova Cristiana Ferrando | 6-1,3-6,10-6 |
| 26/04/15 | El Kantaoui (Tunisie)             | ITF  | 10 000 | Dur      | Jenny Claffey     | Eetee Maheta Greta Mokrousova       | 6-4,6-2      |
| 22/03/14 | Héraklion (Grèce)                 | ITF  | 10 000 | Dur      | Petra Uberalova   | Agata Baranska Vivian Zlatanova     | 7-5,6-2      |
| 10/03/13 | Frauenfeld (Suisse)               | ITF  | 10 000 | Moquette | Nina Stadler      | Tayisiya Morderger Yana Morderger   | 6-3,6-4      |

### Finales de double perdues
| Date     | Nom et lieu du tournoi | Cat. | ($)    | Surf. | Vainqueurs                           | Partenaire        | Score         |
| -------- | ---------------------- | ---- | ------ | ----- | ------------------------------------ | ----------------- | ------------- |
| 31/08/19 | Verbier (Suisse)       | ITF  | 25 000 | Terre | Xenia Knoll Simona Waltert           | İpek Soylu        | 4-6,3-6       |
| 05/05/19 | Wiesbaden (Allemagne)  | ITF  | 60 000 | Terre | Anna Blinkova Yanina Wickmayer       | Jaimee Fourlis    | 3-6,6-4,2-10  |
| 09/07/17 | Darmstadt (Allemagne)  | ITF  | 25 000 | Terre | Laura Ilona Andrei Anastasia Zarycka | Sandra Samir      | 4-6,7-6,10-3  |
| 11/04/15 | El Kantaoui (Tunisie)  | ITF  | 10 000 | Dur   | Mihaela Buzărnescu Olena Kyrpot      | Jenny Claffey     | 6-4,6-2       |
| 20/09/13 | Saint-Malo (France)    | ITF  | 25 000 | Terre | Florencia Molinero Elitsa Kostova    | Nina Zander       | 6-2,6-4       |
| 10/11/12 | Guimarães (Portugal)   | ITF  | 10 000 | Dur   | Margarida Moura Joana Vale Costa     | Stephanie Stemmer | 7-5,3-6,10-7  |
| 14/10/12 | Mytilène (Grèce)       | ITF  | 10 000 | Dur   | Manon Arcangioli Laëtitia Sarrazin   | Stephanie Stemmer | 6-4,6-3       |
| 07/10/12 | Kalamata (Grèce)       | ITF  | 10 000 | Dur   | Keren Shlomo Trang Huynh Phijong Dai | Stephanie Stemmer | 3-6,6-2,12-10 |

## Parcours en Grand Chelem

### En simple dames
| Année | Open d'Australie | Open d'Australie | Internationaux de France | Internationaux de France | Wimbledon | Wimbledon            | US Open         | US Open              |
| ----- | ---------------- | ---------------- | ------------------------ | ------------------------ | --------- | -------------------- | --------------- | -------------------- |
| 2017  | —                | —                | —                        | —                        | Q2        | Mariana Duque Mariño | Q1              | Mariana Duque Mariño |
| 2018  | Q1               | Naomi Broady     | Q2                       | Dalila Jakupović         | Q2        | Tamara Zidanšek      | 1er tour (1/64) | Anhelina Kalinina    |
| 2019  | Q1               | Kaylah McPhee    | Q2                       | Sofya Zhuk               | —         | —                    | —               | —                    |
| 2020  | —                | —                | —                        | —                        | —         | —                    | —               | —                    |
| 2021  | —                | —                | —                        | —                        | —         | —                    | —               | —                    |
| 2022  | Q1               | Elina Avanesyan  | Q2                       | Moyuka Uchijima          | Q3        | Louisa Chirico       | —               | —                    |
| 2023  | Q1               | Sachia Vickery   | Q2                       | Brenda Fruhvirtová       | Q1        | Barbora Palicová     |                 |                      |
| 2024  | —                | —                | —                        | —                        | —         | —                    | Q2              | Lily Miyazaki        |
| 2025  | Q1               | Sára Bejlek      | Q2                       | Victoria Mboko           | Q2        | Veronika Erjavec     | Q1              | Ella Seidel          |

N.B. : à droite du résultat se trouve le nom de l'ultime adversaire.

## Fed Cup
En Fed Cup, elle possède un bilan de 19 victoires pour 12 défaites.
En simple : 9 victoires pour 8 défaites et en double : 10 victoire pour 4 défaites.
En 2009, elle représente son pays à la Fed Cup avec Marina Novak et fait monter le Liechtenstein en Groupe II Europe/Afrique.
En 2010, avec Stephanie Vogt et Marina Novak elles arrivent à maintenir le Liechtenstein dans le Groupe II Europe/Afrique en battant en plays off la Norvège 2-O.
En 2011 et 2012, le Liechtenstein ne participe pas à la Fed Cup.
En 2013 Elle fait monter son pays de la zone Europe/Afrique Groupe III en Zone Europe/Afrique Groupe II, avec Sarah Hinterberger, Lynn Zund et Stephanie Vogt en battant le Danemark 2-1 lors du Promotional Play-Off.
En 2014 elles font monter leur pays et pour la première fois dans le Groupe I de la zone Europe/Afrique en battant la Bosnie-Herzégovine lors du Promotional Play-Off.
En 2015, le Liechtenstein perd tous ses matches de poules ainsi que le barrage de Relégation Play-off face au Portugal, ce qui entraîne une relégation du Liechtenstein dans le Groupe II de la zone Europe/Afrique.
| Date                                                                                     | Lieu     | Surface | Gagnante(s)                           | Perdante(s)                                                | Score          |          |  |  |  |  |  |  |  |  |  |
|                                                                                          |          |         |                                       |                                                            |                |          |  |  |  |  |  |  |  |  |  |
| 2014 - Groupe Robin II Promotional Play-Off - Liechtenstein - Bosnie-Herzégovine - 2 : 0 |          |         |                                       |                                                            |                |          |  |  |  |  |  |  |  |  |  |
| 19/04/2014                                                                               | Vilnius  | Dur     | Kathinka von Deichmann                | Dea Herdzelas                                              | 7-5, 6-4       | Parcours |  |  |  |  |  |  |  |  |  |
| 2014 - Groupe Robin II - Liechtenstein - Monténégro - 3 : 0                              |          |         |                                       |                                                            |                |          |  |  |  |  |  |  |  |  |  |
| 16/04/2014                                                                               | Vilnius  | Dur     | Kathinka von Deichmann                | Nina Kalezic                                               | 6-1, 6-0       | Parcours |  |  |  |  |  |  |  |  |  |
| 16/04/2014                                                                               | Vilnius  | Dur     | Kathinka von Deichmann Stephanie Vogt | Tamara Bojanic Nina Kalezic                                | 6-0, 6-1       | Parcours |  |  |  |  |  |  |  |  |  |
| 16/04/2014                                                                               | Vilnius  | Dur     |                                       |                                                            |                |          |  |  |  |  |  |  |  |  |  |
| 2014 - Groupe Robin II - Liechtenstein - Lituanie - 2 : 1                                |          |         |                                       |                                                            |                |          |  |  |  |  |  |  |  |  |  |
| 17/04/2014                                                                               | Vilnius  | Dur     | Kathinka von Deichmann                | Akvile Parazinskaite                                       | 6-4, 6-2       | Parcours |  |  |  |  |  |  |  |  |  |
| 17/04/2014                                                                               | Vilnius  | Dur     | Kathinka von Deichmann Stephanie Vogt | Justina Mikulskyte Lina Stanciute                          | 6-1, 6-4       | Parcours |  |  |  |  |  |  |  |  |  |
| 17/04/2014                                                                               | Vilnius  | Dur     |                                       |                                                            |                |          |  |  |  |  |  |  |  |  |  |
| 2014 - Groupe Robin II - Liechtenstein - Finlande - 2 : 1                                |          |         |                                       |                                                            |                |          |  |  |  |  |  |  |  |  |  |
| 18/04/2014                                                                               | Vilnius  | Dur     | Kathinka von Deichmann                | Emma Laine                                                 | 6-4, 1-6, 5-7  | Parcours |  |  |  |  |  |  |  |  |  |
| 18/04/2014                                                                               | Vilnius  | Dur     | Kathinka von Deichmann Stephanie Vogt | Emma Laine Pila Suomalainen                                | 6-3, 7-5       | Parcours |  |  |  |  |  |  |  |  |  |
| 18/04/2014                                                                               | Vilnius  | Dur     |                                       |                                                            |                |          |  |  |  |  |  |  |  |  |  |
|                                                                                          |          |         |                                       |                                                            |                |          |  |  |  |  |  |  |  |  |  |
| 2013 - Groupe Robin III Promotional Play-Off - Liechtenstein - Danemark - 2 : 1          |          |         |                                       |                                                            |                |          |  |  |  |  |  |  |  |  |  |
| 11/05/2013                                                                               | Chișinău | Terre   | Kathinka von Deichmann                | Maria Jespersen                                            | 6-4, 6-2       | Parcours |  |  |  |  |  |  |  |  |  |
| 11/05/2013                                                                               | Chișinău | Terre   | Kathinka von Deichmann Stephanie Vogt | Mai Grage Malou Ejddesgaard                                | 6-3, 6-2       | Parcours |  |  |  |  |  |  |  |  |  |
| 11/05/2013                                                                               | Chișinău | Terre   |                                       |                                                            |                |          |  |  |  |  |  |  |  |  |  |
| 2013 - Groupe Robin III - Liechtenstein - Norvège - 3 : 0                                |          |         |                                       |                                                            |                |          |  |  |  |  |  |  |  |  |  |
| 09/05/2013                                                                               | Chișinău | Terre   | Kathinka von Deichmann                | Mélanie Stokke                                             | 6-3, 6-0       | Parcours |  |  |  |  |  |  |  |  |  |
| 09/05/2013                                                                               | Chișinău | Terre   | Kathinka von Deichmann Stephanie Vogt | Melanie Stokke Andrea Raaholdt                             | 6-0, 6-0       | Parcours |  |  |  |  |  |  |  |  |  |
| 09/05/2013                                                                               | Chișinău | Terre   |                                       |                                                            |                |          |  |  |  |  |  |  |  |  |  |
| 2013 - Groupe Robin III - Liechtenstein - Madagascar - 3 : 0                             |          |         |                                       |                                                            |                |          |  |  |  |  |  |  |  |  |  |
| 08/05/2013                                                                               | Chișinău | Terre   | Kathinka von Deichmann                | Sandra Andriamarosoa                                       | 6-1, 6-1       | Parcours |  |  |  |  |  |  |  |  |  |
| 08/05/2013                                                                               | Chișinău | Terre   | Kathinka von Deichmann Stephanie Vogt | Hariniony Andriamananarivo Nantenaina Ramalalaharivololona | 6-3, 6-4       | Parcours |  |  |  |  |  |  |  |  |  |
| 08/05/2013                                                                               | Chișinău | Terre   |                                       |                                                            |                |          |  |  |  |  |  |  |  |  |  |
| 2010 - Groupe Robin II - Liechtenstein - Afrique du Sud - 1 : 2                          |          |         |                                       |                                                            |                |          |  |  |  |  |  |  |  |  |  |
| 30/04/2010                                                                               | Erevan   | Terre   | Christi Potgieter                     | Kathinka von Deichmann                                     | 6-3, 6-0       | Parcours |  |  |  |  |  |  |  |  |  |
| 30/04/2010                                                                               | Erevan   | Terre   | Christi Potgieter Chanel Simmonds     | Kathinka von Deichmann Marina Novak                        | 7-6, 6-3       | Parcours |  |  |  |  |  |  |  |  |  |
| 30/04/2010                                                                               | Erevan   | Terre   |                                       |                                                            |                |          |  |  |  |  |  |  |  |  |  |
| 2010 - Groupe Robin II - Liechtenstein - Grèce - 0 : 3                                   |          |         |                                       |                                                            |                |          |  |  |  |  |  |  |  |  |  |
| 30/04/2010                                                                               | Erevan   | Terre   | Ánna Gerasímou                        | Kathinka von Deichmann                                     | 6-2, 6-2       | Parcours |  |  |  |  |  |  |  |  |  |
| 30/04/2010                                                                               | Erevan   | Terre   |                                       |                                                            |                | Parcours |  |  |  |  |  |  |  |  |  |
| 30/04/2010                                                                               | Erevan   | Terre   |                                       |                                                            |                |          |  |  |  |  |  |  |  |  |  |
| 2009 - Groupe Robin III - Liechtenstein - Norvège - 1 : 2                                |          |         |                                       |                                                            |                |          |  |  |  |  |  |  |  |  |  |
| 21/04/2009                                                                               | Marsa    | Dur     | Ulrikke Eikeri                        | Kathinka von Deichmann                                     | 6-1, 6-4       | Parcours |  |  |  |  |  |  |  |  |  |
| 21/04/2009                                                                               | Marsa    | Dur     | Kathinka von Deichmann Marina Novak   | Ulrikke Eikeri Helene Auensen                              | 0-6, 6-1, 10-8 | Parcours |  |  |  |  |  |  |  |  |  |
| 21/04/2009                                                                               | Marsa    | Dur     |                                       |                                                            |                |          |  |  |  |  |  |  |  |  |  |
| 2009 - Groupe Robin III - Liechtenstein - Arménie - 1 : 2                                |          |         |                                       |                                                            |                |          |  |  |  |  |  |  |  |  |  |
| 22/04/2009                                                                               | Marsa    | Dur     | Anna Movsisyan                        | Kathinka von Deichmann                                     | 7-5, 7-6       | Parcours |  |  |  |  |  |  |  |  |  |
| 22/04/2009                                                                               | Marsa    | Dur     | Anna Movsisyan Liudmila Nikoyan       | Kathinka von Deichmann Marina Novak                        | 6-3, 6-1       | Parcours |  |  |  |  |  |  |  |  |  |
| 22/04/2009                                                                               | Marsa    | Dur     |                                       |                                                            |                |          |  |  |  |  |  |  |  |  |  |
| 2009 - Groupe Robin III - Liechtenstein - Égypte - 3 : 0                                 |          |         |                                       |                                                            |                |          |  |  |  |  |  |  |  |  |  |
| 23/04/2009                                                                               | Marsa    | Dur     | Kathinka von Deichmann                | Nihal Tarek-Saleh                                          | 6-1, 6-4       | Parcours |  |  |  |  |  |  |  |  |  |
| 23/04/2009                                                                               | Marsa    | Dur     | Kathinka von Deichmann Marina Novak   | Nihal Tarek-Saleh Magy Aziz                                | 7-6, 5-7, 11-9 | Parcours |  |  |  |  |  |  |  |  |  |
| 23/04/2009                                                                               | Marsa    | Dur     |                                       |                                                            |                |          |  |  |  |  |  |  |  |  |  |
| 2009 - Groupe Robin III - Liechtenstein - Islande - 3 : 0                                |          |         |                                       |                                                            |                |          |  |  |  |  |  |  |  |  |  |
| 24/04/2009                                                                               | Marsa    | Dur     | Kathinka von Deichmann                | Sandra Kristjansdottir                                     | 6-1, 6-0       | Parcours |  |  |  |  |  |  |  |  |  |
| 24/04/2009                                                                               | Marsa    | Dur     | Kathinka von Deichmann Marina Novak   | Sandra Kristjansdottir Eirdis Ragnagrsdottir               | 6-0, 6-1       | Parcours |  |  |  |  |  |  |  |  |  |
| 24/04/2009                                                                               | Marsa    | Dur     |                                       |                                                            |                |          |  |  |  |  |  |  |  |  |  |
| 2009 - Groupe Robin III - Liechtenstein - Moldavie - 3 : 0                               |          |         |                                       |                                                            |                |          |  |  |  |  |  |  |  |  |  |
| 25/04/2009                                                                               | Marsa    | Dur     | Kathinka von Deichmann                | Olga Terteac                                               | 6-3, 6-2       | Parcours |  |  |  |  |  |  |  |  |  |
| 25/04/2009                                                                               | Marsa    | Dur     | Kathinka von Deichmann Marina Novak   | Olga Terteac Olga Zaicenco                                 | 6-2, 6-1       | Parcours |  |  |  |  |  |  |  |  |  |

## Classements WTA en fin de saison
| Année          | 2012 | 2013 | 2014 | 2015 | 2016 | 2017 | 2018 | 2019 | 2020 | 2021 | 2022          | 2023 | 2024 |
| Rang en simple | 929  | 411  | 312  | 410  | 289  | 197  | 157  | 275  | 268  | 324  | 208           | 286  | 174  |
| Rang en double | 948  | 462  | 593  | 804  | 438  | 559  | 928  | 466  | 490  | 713  | en stagnation | 1269 | 832  |

Source : (en) Classements de Kathinka von Deichmann sur le site officiel de la Fédération internationale de tennis